# 国营岷山林场
国营岷山林场，曾称国营九江县岷山林场，是中华人民共和国江西省九江市柴桑区一个国营林场，同时也是柴桑区下辖的一个类似乡级单位。
林场位于柴桑区西南端，与德安县交界。2016年时，林场山林共计3.2万余亩，其中有林面积19600亩，杉木成林面积1782亩，蓄积量15291立方，材积11460立方，山竹面积1200余亩。有“余河”流经林场。

## 行政区划
在国家统计局网站上，岷山林场下辖以下地区：
虚拟生活区。
柴桑区人民政府网站上，2018年时，林场下辖以下地区：
一、二、三、四、五分场。